# Salem al-Alawi
Salem Sroor al-Alawi (arabisch سالم العلوي, DMG Sālim al-ʿAlawī; * 21. August 1972) ist ein ehemaliger saudi-arabischer Fußballspieler.

## Karriere

### Klub
In der Saison 1992/93 spielt al-Alawi für al-Qadisiyah.

### Nationalmannschaft
Seinen ersten bekannten Einsatz für die saudi-arabische Nationalmannschaft hatte er am 15. Oktober 1992 bei dem 3:0-Halbfinalsieg über die USA beim König-Fahd-Pokal 1992. Dort war er auch im Finale im Einsatz. Darauf folgte die Teilnahme an der Asienmeisterschaft 1992, wo er mit seinem Team im Finale Japan mit 0:1 unterlag. Anschließend war er beim Golfpokal 1992 aktiv. Danach folgten Einsätze in Freundschaftsspielen und ein Spiel beim Golfpokal 1994. Sein letztes bekanntes Spiel im Nationaltrikot war am 25. September 1997 ein 5:1-Sieg in einem Freundschaftsspiel über Mali.